# Oxígeno 17
El 17O es un isótopo poco abundante de oxígeno (0,0373% en agua de mar, aproximadamente el doble de abundante que el deuterio). Siendo el único isótopo estable de oxígeno que posee un espín nuclear (+5/2) y una característica favorable de la relajación independiente en agua líquida, el isótopo permite estudios RMN de rutas metabólicas oxidativas a través de compuestos que contienen 17O en campos magnéticos altos (como por ejemplo, agua  H217O por fosforilación oxidativa en las mitocondrias).

## Historia
El isótopo fue primero una hipótesis de Patrick Blackett en el laboratorio de Rutherford 1924:

De la naturaleza del núcleo integrado poco se puede decir sin más datos. Debe, sin embargo, tener una masa 17 y, a condición de que ningún otro electrón nuclear se gane o pierda en el proceso, un número atómico 8. Debe ser, por tanto, un isótopo de oxígeno. Si es estable debe existir en la tierra.
Patrick Blackett

Era un producto de la primera transmutación hecha por el hombre de 14N y 4He2+ conducida por Frederick Soddy y Ernest Rutherford en 1917-1919. Finalmente, su abundancia natural en la atmósfera terrestre fue detectada en 1929 por Giauque y Johnson en espectros de absorción.

## Características
- Exceso de masa: -809 keV
- Posibles núclidos parentales: β de 17N, captura electrónica de 17F